# Autophila ankara
Autophila ankara là một loài bướm đêm trong họ Erebidae.